# Массаро, Даниеле
Дание́ле Масса́ро (итал. Daniele Massaro; род. 23 мая 1961, Монца, Ломбардия) — итальянский футболист, нападающий. Чемпион мира. Известен по выступлениям за «Милан». Ныне — менеджер по связям с общественностью «Милана».

## Клубная карьера
Начал выступать за клуб «Монца» в Серии В, где показывал прекрасную игру наряду с более техничным Паоло Монелли, привлекшим внимание более известных команд. В 1981 году вместе с Монелли перешёл во «Фиорентину», дебютировал в Серии А 13 сентября, а 10 дней спустя впервые вышел на поле в матче молодёжной сборной Италии. Стал постоянным игроком основы в клубе, а в первый сезон едва не стал чемпионом Италии — «Фиорентина» уступила «Ювентусу» одно очко. Долгое время Массаро был одним из ключевых игроков флорентийской команды.
В 1986 году ушёл в «Милан», где отыграл более 300 матчей до 1995 года (сезон 1988/89 провёл в аренде в «Роме») и стал частью легендарного «Милана» конца 1980-х — начала 1990-х под руководством Арриго Сакки и Фабио Капелло. Несмотря на выигранный титул, у Массаро и Сакки возникали тактические разногласия, тренер оставлял футболиста в запасе, и в итоге тот был отправлен в аренду. После возвращения его выступления убедили тренера в способностях Даниеле. Он стал чаще появляться на поле, помог команде выиграть Кубок европейских чемпионов, Суперкубок Европы и Межконтинентальный кубок. Массаро стал больше забивать и в частности оформил дубль в финале Лиги чемпионов 1993/94 против «Барселоны». Матч завершился со счётом 4:0. Массаро также стал лучшим бомбардиром команды в Серии А с 11 голами, что помогло «Милану» в третий раз подряд стать чемпионом.
В 1995 году покинул «Милан» и до окончания карьеры годом позже выступал за японский «Симидзу С-Палс».

## Карьера в сборной
Дебютировал в молодёжной сборной Италии 23 сентября 1981 года. Всего провёл за неё четыре матча, принимал участие в Олимпийских играх 1984 года, где итальянская команда заняла четвёртое место.
За основную национальную сборную сыграл 15 матчей. Впервые вышел на поле в составе итальянской команды 14 апреля 1982 года под руководством Энцо Беарзота, был участником победного чемпионата мира 1982 года, хотя так и не сыграл ни минуты.
Был вызван Арриго Сакки на чемпионат 1994 года, принял участие в шести матчах и забил мяч в матче против Мексики, благодаря чему стал самым возрастным автором гола в истории сборной на чемпионатах мира (33 года и 36 дней). В финале против Бразилии не реализовал выход один на один и не забил пенальти в послематчевой серии.

## После завершения карьеры
Был капитаном сборной Италии по пляжному футболу. В свободное время любит играть в гольф. Занимает пост менеджера по связям с общественностью клуба «Милан».

## Достижения

### В «Милане»
- Чемпион Италии: 1988, 1992, 1993, 1994
- Серебряный призёр чемпионата Италии: 1990, 1991
- Обладатель Кубка Италии: 1990
- Обладатель Суперкубка Италии: 1988, 1992
- Победитель Лиги чемпионов: 1990, 1994
- Финалист Лиги чемпионов: 1993, 1995
- Обладатель Суперкубка Европы: 1989, 1990, 1994
- Финалист Суперкубка Европы: 1993
- Обладатель Межконтинентального кубка: 1989, 1990
- Финалист Межконтинентального кубка: 1993, 1994

### В сборной
- Чемпион мира: 1982
- Финалист Чемпионата мира: 1994